# WISE J0521+1025
WISE J0521+1025 är en ensam stjärna belägen i den norra delen av stjärnbilden Orion. Den har en skenbar magnitud av ca 15,26 (J) och kräver ett kraftfullt teleskop för att kunna observeras. Baserat på parallax på ca 150,2 mas, beräknas den befinna sig på ett avstånd på ca 21,7 ljusår (6,7 parsek) från solen. Den är den närmaste kända dvärgen av spektralklass T på den norra himmelssfären.
Tidigare uppskattning av avståndet för WISE J0521+1025 gjordes av Bihain et al. med hjälp av absoluta medelstorlekar för enstaka T7,5-dvärgar, härledda av Dupuy & Liu (2012) från trigonometriska parallaxer, vilka gav resultatet 5,0 ± 1,3 parsec (16,3 ± 4,2 ljusår).

## Observation
WISE J0521+1025 upptäcktes av Bihain et al. genom val av källor med färger som är typiska för T-dvärgar från WISE All-Sky-källkatalogen och kontrollera dem för egenrörelse med hjälp av äldre undersökningar: 2MASS, DENIS, SDSS, SSS, DSS och UKIDSS. Tre objekt bland ett tiotal kandidater, bland andra WISE J0521+1025, valdes ut för spektroskopisk uppföljning med Large Binocular Telescope (LBT). Den 9 oktober 2012 genomförde Bihain et al. uppföljningsobservationer av WISE J0521+1025 med nära infraröd spektrograf LUCI 1 på LBT. Den 25 juni 2013 mottog Astronomy & Astrophysics upptäcktsrapporten, som godkändes för publicering 10 juli 2013.

## Egenskaper
WISE J0521+1025 är en brun dvärg av spektralklass T7.5.